# Turcot-Syndrom
Das Turcot-Syndrom ist eine sehr seltene angeborene Erkrankung mit einer Kombination von familiärer Polyposis im Dickdarm mit Hirntumoren, wird oft als Variante der Familiären adenomatösen Polyposis mit Hirntumoren angesehen.
Die Namensbezeichnung Turcot- oder Turcot-Després-Syndrom bezieht sich auf die Erstbeschreibung aus dem Jahre 1959 durch den kanadischen Chirurgen Jacques Turcot (1914–1977).
Mitunter wird die Bezeichnung als Synonym für das Mismatch-Reparatur-Defizienz-Syndrom Typ 1 verwendet.

## Einteilung
In der medizinischen Datenbank Orphanet fand sich eine Unterscheidung zwischen Non-polypösem Turcot-Syndrom, das mittlerweile in das klassische Lynch-Syndrom (Hereditäres non-polypöses kolorektales Karzinom) integriert wird und dem Turcot-Syndrom mit Polyposis, auch als Turcot-Syndrom Typ 2 bezeichnet.
Das Turcot-Syndrom mit Polyposis oder Turcot-Syndrom Typ 2 ist eine Form der familiären adenomatösen Polyposis, die durch das Zusammentreffen von tausender adenomatöser Polypen oder kolorektalem Karzinom (KRK) und einem primären Tumor des zentralen Nervensystems (hauptsächlich Medulloblastom) gekennzeichnet ist. Autosomal-dominant OMIM: 175100.
Das Zusammentreffen von Hirntumor mit Hereditärem non-polypösem kolorektalem Karzinom kann als Turcot-Syndrom Typ 1 bezeichnet werden, das Zusammentreffen mit Familiärer adenomatöser Polyposis als Turcot-Syndrom Typ 2.
Nach der Art der Vererbung kann unterschieden werden in:
- autosomal-rezessiv, Turcot-Syndrom Typ 1 (Brain tumor-polsyposis syndrome 1), zahlreiche, bis 3 cm große Kolonpolypen mit häufig maligner Entartung im jungen Erwachsenenalter, vermutlich die von Turcot beschriebene Erkrankung, Ursache sind biallele Mutationen in den DNA-Mismatch-Reparaturproteinen, entspricht dem Mismatch-Reparatur-Defizienz-Syndrom[9]
- autosomal-dominant, Turcot-Syndrom Typ 2, (Brain tumor-polsyposis syndrome 2), geringer Größe der Kolonpolypen, Mutationen im APC-Gen auf Chromosom 5 Genort q22.2, entspricht der Familiären adenomatösen Polyposis (FAP).

## Vorkommen
Die Häufigkeit ist nicht bekannt.

## Klinische Erscheinungen
Klinische Kriterien sind:
- Symptome der familiären Polypose
- nach der Pubertät Auftreten von Tumoren des Zentralnervensystems, meist Medulloblastome oder Glioblastome

Hinzu können Pigmentierte Augenhintergrundveränderungen kommen.
Die Darmpolypen sind Präkanzerosen des Darmkrebses.

## Differentialdiagnostik
Abzugrenzen sind andere familiäre Polyposis-Syndrome.

## Therapie
Die Behandlung hängt von der Ausprägung der Erkrankung ab. Wesentlich sind regelmäßige Früherkennungsuntersuchungen.